# أوبرسلوبمينت
للإستخدامات في البلدان الأخري، أنظر مقدم.
| أوبرسلوبمينت (القوات البرية/ لوفتفافه) |                  |
| \| \| \|                               |                  |
| شارة الرتبة                            | رتبة ضابط ألماني |
| أنشئت                                  | 1956             |
| مجموعة الرتب                           | ضابط مُقلد        |
| القوات الأرضية / القوات الجوية         | أوبرسلوبمينت     |
| البحرية                                | Fregattenkapitän |
| معادلها في الناتو                      | OF-4             |
| الجيش                                  | مقدم             |
| القوات الجوية                          | قائد الجناح      |
| البحرية                                | قائد             |
|                                        |                  |

أوبرسلوبمينت (تُلفظ بالألمانية: [ˈʔoːbɐstlɔʏtnant]) هي رتبة في الجيش الألماني والقوات الجوية الألمانية مساوية لـ مقدم، فوق رائد، وتحت أوبريست.

## شارة الرتبة
على شرائط الكتف (القوات البرية، الجوية) هناك نقطتان فضيتين (نجوم) في أوراق البلوط الفضي.
| القوات البرية | القوات الجوية                                              |
| --- | ---------------------------------------------------------- |
| - Oberstleutnant i.G. (Gen. staff service) - Oberstleutnant (Army reconnaissance) - Oberstleutnant d.R. (Mech. infantry reserve) | - Oberstleutnant (flecktarn) - Oberstleutnant (tropentarn) |